# Talbot (raça de gos)
El talbot és un gos de caça extinta. L'original procedent de Normandia era blanc com la neu i fou utilitzat i criat a Gran Bretanya. Tenia un olfacte fi i era tan gran que es deia que era capaç de fer caure un cérvol mascle en ple hivern, tot i que no n'hi ha proves.
Guillem el Conqueridor dugué aquesta raça a Gran Bretanya al segle xi. Tanmateix, actualment està extinta a causa de la manca de propòsit i la necessitat de cura constant, però és l'avantpassat més recent de les races actuals beagle i bloodhound.

## Origen
El terme "talbot" es fa servir en heràldica per referir-se a un bon gos de caça. La ciutat mercantil de Sudbury (a l'est del Regne Unit) té un talbot a l'escut de la ciutat. També s'utilitza per una escola local i molts clubs esportius de la ciutat. El gos sempre apareix representat amb la llengua fora.
A l'època medieval, "Talbot" era un nom comú per a un gos i el trobem per exemple en l'obra de Chaucer de 1400 a The Nun's Priest's Tale (línia 3383), i s'utilitza com a exemple de nom de gos a l'obra de 1575 The Noble Art of Venerie or Huntyng de George Turberville. Al segle XVII ja existia clarament com a raça. Els gossos grans, pesats i lents eren "com els talbot", sigui quin fos el seu color, encara que el "blanc de llet" era el color real del talbot. En el seu poema The Chase publicat el 1735, William Somervile descriu l'ús de "lime-hounds" (gos de corretja) a les fronteres escoceses per atrapar lladres, òbviament referint-se al Bloodhound i al Sleuth hound, però afegeix que el Talbot (blanc) era l'exemple "principal" d'aquest tipus de gossos. L'origen tant del nom com de l'animal és incert. En una cita d'aproximadament 1449, el rei es referia a John Talbot, primer comte de Shrewsbury com "Talbott, el nostre bon gos", potser com una obra de teatre amb el seu nom, o en al·lusió a la insígnia heràldica d'aquesta família. En un manuscrit il·luminat de 1445 a la Biblioteca Britànica es representa a John Talbot, primer comte de Shrewsbury presentant un llibre de romanços a la reina Margarida d'Anjou, amb un gos blanc de cames curtes i orelles llargues al darrere, que serveix per identificar-lo simbòlicament. És molt semblant a una representació del segle xv en un sostre d'Haddon Hall, Derbyshire, feta després del matrimoni de Sir Henry Vernon (1445-1515) amb Ann Talbot, filla de John Talbot, segon comte de Shrewsbury.